# 寒山詩
『寒山詩』（かんざんし）は、唐の隠者寒山の詩を収録した詩集。正式名称は『寒山子詩集』。
通常もう二人の隠者拾得と豊干の詩も併集するため、『三隠集』『三隠詩集』とも呼ばれる。

## 版本
代表的な版本が4種ある。
宮内庁書陵部本
1189年に国清寺の志南が『寒山子詩集』を刊行したが、現存しない。1229年に無隠が重刻し、その後無我慧身が1首を加えて補刻したもの。宮内庁が所蔵する。正確な補刻年は不明。「国清寺系」の現存最古の刊本。
建徳周氏本または四部叢刊本
中国の古典の復刻企画である「四部叢刊」で1924年に出版されたもの。これは日本でも50冊以上の所在が知られている。元本である建徳周氏所蔵本は、南宋初年杭州刻本とされる。現中国国家図書館蔵。
五山本または正中本
1325年（正中2年）に日本で復刻されたもの。収録詩の順序は、建徳周氏本を修正し、寒山詩を五言詩の部と七言詩の部に分けた。寒山・豊干・拾得三者の詩を収録したものを唯一大谷大学が所蔵する。
1325年刊の『寒山詩』は、仏典以外（外典）では最古の和刻本である。
四部叢刊初印本または朝鮮本
「四部叢刊」の初印版の元本。1296年に中国で版刻されたものが、1529年に朝鮮で復刻された。収録詩とその順序は五山本とほとんど同じ。

### その他の版本
江東漕院本
五山本（大谷大学蔵）の行果の序文によれば、1255年に江東漕院から出版された。現存しない。
天台三聖詩集
志南の国清寺本を1416年に重刻したもの。
全唐詩
全唐詩の806巻に寒山311首、807巻に拾得54首と豊干2首の詩が収録されている。ほぼ建徳周氏本に準じる。寒山の詩が建徳周氏本より少ないのは、2首を前の詩とまとめて1首ずつにしているため。

## 構成
閭丘胤作「寒山子詩集序」、300余の寒山詩、2首の豊干詩、50前後の拾得詩からなる。

## 収録詩数
廣山秀則の論文により3つの版本を対比した。
朝鮮本に採用された詩とその配列は五山本とほぼ同じである。
|            | 宮内庁本 | 建徳周氏本 | 五山本 |
| ---------- | -------- | ---------- | ------ |
| 寒山五言詩 | 278      | 286        | 286    |
| 寒山七言詩 | 19       | 20         | 20     |
| 寒山三言詩 | 6        | 6          | 6      |
| 寒山雑言詩 | 1        | 1          | 1      |
| 寒山詩の計 | 304      | 313        | 313    |
| 豊干五言詩 | 2        | 2          | 2      |
| 拾得五言詩 | 44       | 48         | 49     |
| 拾得七言詩 | 3        | 5          | 5      |
| 拾得雑言詩 | 1        | 1          | 1      |
| 拾得詩の計 | 48       | 54         | 55     |
| 合計       | 354      | 369        | 370    |

### 寒山の詩だけの首数
いろいろな数え方がある。
| 303首 | 『全唐詩』にあげられた代表的な数。「寒山詩三百三首」は成句化している。建徳周氏本313首から三言詩6と拾遺詩2を除くと、五言・七言の古詩305首が残る。そのうち2首をあわせて1首にしたものが2つあるので303。 |
| 307首 | 『天台三聖詩集』による。これは国清寺本系で、計306首とした入谷・松村、久須本の編集に近い。これらの185と186の間に1首を追加。                                                                           |
| 311首 | 『全唐詩』は303首+三言詩6首+拾遺詩2首と数える。『寒山詩闡提記聞』は五言285首+七言20首+三言6首と数える。                                                                                              |
| 312首 | 『全唐詩』の303首+三言詩6首+拾遺詩2首にもう1首を加える。 |
| 313首 | 建徳周氏本の数。 |
| 319首 | 『寒山禅師詩集』による。建徳周氏本313首に「佚詩」6首を追加。 |

## 近年の注解書
宮内庁本の寒山詩を網羅し、注釈も詳しい近年の書籍として、
入谷仙介・松村昂によるもの、久須本文雄によるものがある。
両者とも宮内庁本を底本とし、収録詩は同じで、寒山306、豊干2、拾得55首である。各詩の通し番号まで同じである。
宮内庁本と比べ、これらの著作で寒山詩が2首多いのは、単に詩の区切りの問題。
拾得詩が7首多いのは、これらの本の通し番号の1,2は宮内庁本では1首であり、50-55の6首は五山本から採用しているためである。

## 収録詩の例
数字は入谷・松村、久須本らによる通し番号。
訳文は入矢訳、入谷・松村訳、久須本訳の混在。

### 寒山詩
5 五言四句
吾心似秋月，碧潭清皎潔。無物堪比倫，教我如何説。
わが心は秋の月に似ている。青い淵に清く輝く。
比べるものがない。どうやって説明しようか。
272 五言八句
寒巖深更好，無人行此道。白雲高岫閑，青嶂孤猿嘯。

我更何所親，暢志自宜老。形容寒暑遷，心珠甚可保。
寒厳は山深くよいところ この道を通る人はない。
白い雲は高峰にのどかに 青い嶺には猿が一匹鳴く。
これ以上、何に親しもうか。心を満たして老いればよい。
容貌は時とともに変わっても 心はいつまでも保つことができる。
185 七言四句
千生萬死凡幾生，生死來去轉迷情。不識心中無價寶，猶似盲驢信脚行。
生死をくり返しいつ終わるのだろう。生まれ死に、来て去り、人の心を迷わす。
心の中の価もつけられない宝を知らないのは 盲の驢馬が勝手に歩くようなもの。
304 三言四句
寒山子，長如是。獨自居，不生死。
寒山子は、いつまでもこのようです。独り居り、生きもせず死にもせず。

### 豊干詩
2 五言四句
本來無一物，亦無塵可拂。若能了達此，不用坐兀兀。
本来何一つない。払うべき塵もない。
もしこの道理を悟れば 座禅を組んでいるまでもない。

### 拾得詩
15 五言四句
嗟見世間人，永劫在迷津。不省這個意，修行徒苦辛。
ああ世間の人を見ると 永遠に迷いの渡し場にいる。
この意味を見ずに 修行していたずらに苦辛している。

## 影響
- 寒山は禅僧だったとは言えないが、その詩は禅の境地をあらわすものとも解釈される。その立場の代表的な注釈書に白隠慧鶴の『寒山詩闡提記聞』[7]がある。
- 閭丘胤作といわれる「寒山子詩集序」を元に、森鷗外は『寒山拾得』を書いた。